# Zofia Kozikowska
Zofia Kozikowska (ur. 15 lutego 1915, zm. 20 maja 1997 we Wrocławiu) – polska ichtiolog i parazytolog, docent doktor nauk biologicznych.

## Życiorys
Ukończyła studia na Uniwersytecie im. Jan a Kazimierza we Lwowie, a następnie była pracownikiem naukowym Politechniki Lwowskiej. Po wkroczeniu do Lwowa Armii Czerwonej została aresztowana i uwięziona w łagrze na Uralu, powróciła do Lwowa po amnestii w 1942 i zaangażowała się w działalność konspiracyjną, a następnie była żołnierzem Armii Krajowej. Po wysiedleniu ze Lwowa i zamieszkaniu we Wrocławia należała do grona twórców Muzeum Przyrodniczego Uniwersytetu Wrocławskiego, a następnie była jego wieloletnim pracownikiem. W latach 1957–1965 opublikowała czterotomową monografię pt. "Skorupiaki pasożytnicze Polski". Zofia Kozikowska była ekspertem ichtiologii w międzywydziałowej organizacji FAO, należała do wielu towarzystw naukowych polskich i zagranicznych, w latach 1973-1980 przewodniczyła wrocławskiemu oddziałowi Polskiego Towarzystwa Zoologicznego. Pochowana na Cmentarzu Grabiszyńskim.